# Cuyamaca Mountains
Die Cuyamaca Mountains oder Cuyamacas sind eine Bergkette im San Diego County, Kalifornien. Die Bergkette erstreckt sich in etwa von nordwestlicher in südöstlicher Richtung. Die höchsten Erhebungen bilden der Cuyamaca Peak (1985 m) und der Stonewall Peak (1700 m). 
In den Cuyamacas entspringen sowohl der San Diego River, als auch der Sweetwater River.
Die Bergkette beinhaltet den Cleveland National Forest und den Cuyamaca Rancho State Park.
Als im Jahr 1870 Gold in den Cuyamacas entdeckt wurde, begann ein Gold Rush, insbesondere in der Umgebung von Julian. 